# Ischnoplax edwini
Ischnoplax edwini is een keverslakkensoort uit de familie van de Callistoplacidae. De wetenschappelijke naam van de soort is voor het eerst geldig gepubliceerd in 1989 door Mello & Pinto.